# 心光寺 (大阪市)
心光寺（しんこうじ）は、大阪府大阪市天王寺区下寺町にある浄土宗の寺院。

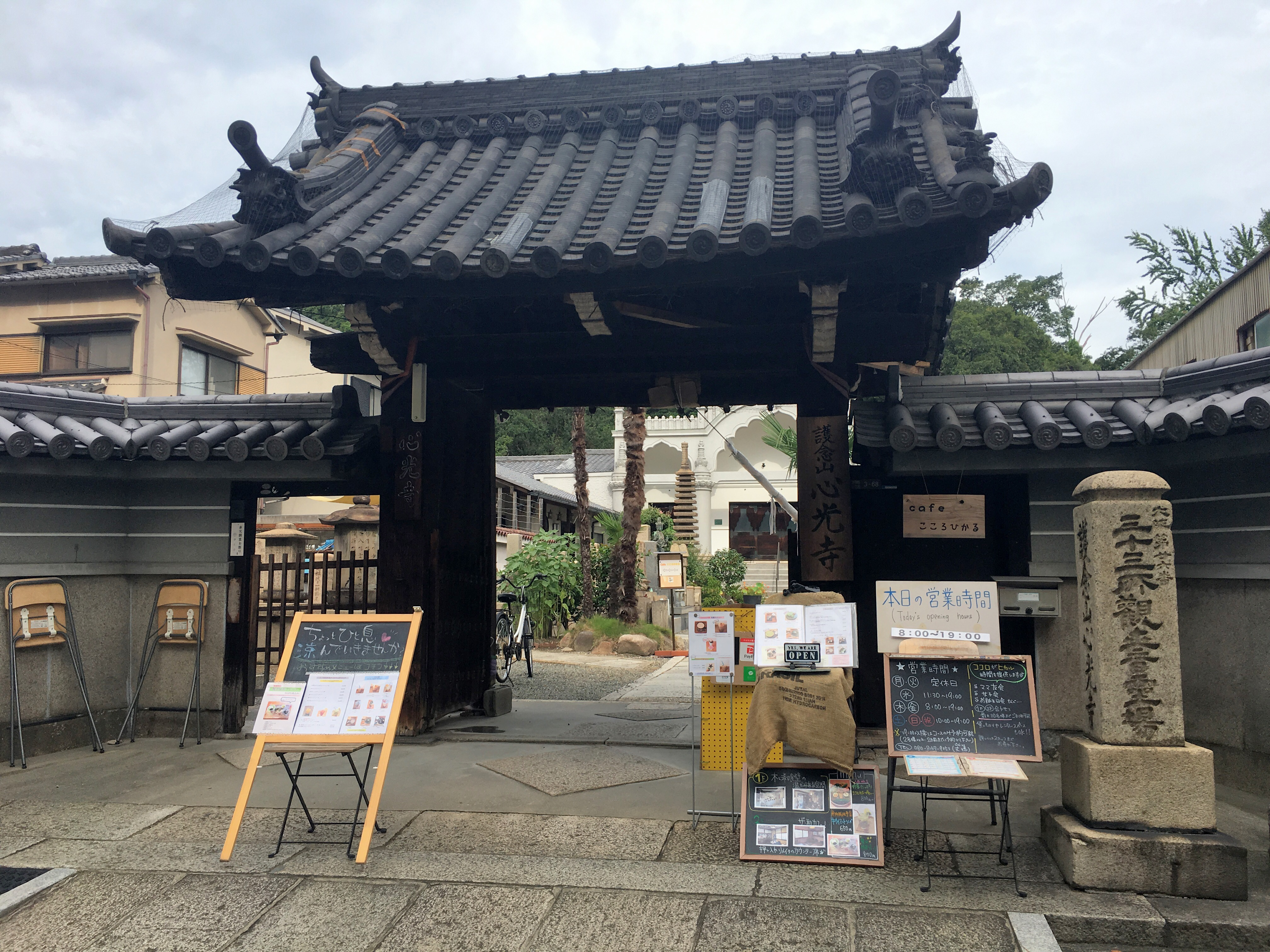
山門（登録有形文化財）

## 歴史
寛永元年（1624年）、圓蓮社秀誉栄玉和尚による開基。
大正12年（1923年）、原因不明の火災によって本堂と観音堂が焼失。その際、本尊の阿弥陀如来（聖徳太子作）、地蔵菩薩・弁財天（行基作）をはじめとした仏像、宝物が焼失。観音堂に安置されていた十一面観音は難を免れる。
昭和4年（1929年）、第22代龍誉上人によって単層ダイヤモンドトラス造、鉄筋コンクリート本堂が再建。

## こころひかる
心光寺ではこころひかるという活動名でヨガ、音楽ライブ、ワークショップなど様々なイベントを開催している。
また、境内にある一軒家をリノベーションした寺カフェ「cafe こころひかる」では副住職手作りのスープカレーを提供している。

## 文化財
登録有形文化財
- 本堂 - 昭和3年（1929年）の作。火災後に住職の設計で再建された鉄筋コンクリート造でインド風の外観[2][3]。
- 山門 - 江戸時代 寛文1年-寛延3年（1661年-1750年）の作。切妻造本瓦葺の一間薬医門[4]。

大阪市指定文化財
- 木造十一面観音菩薩立像 - 平安時代（11世紀代）の作[5]。

## 交通
- 谷町線四天王寺前夕陽ヶ丘駅から徒歩8分
- 近鉄線大阪上本町駅から徒歩15分